# Aphaereta alkonost
Aphaereta alkonost är en stekelart som beskrevs av Sergey A. Belokobylskij 1998. Aphaereta alkonost ingår i släktet Aphaereta och familjen bracksteklar. Inga underarter finns listade i Catalogue of Life.